# Oberea subabdominalis
Oberea subabdominalis är en skalbaggsart som beskrevs av Stephan von Breuning 1962. Oberea subabdominalis ingår i släktet Oberea och familjen långhorningar.
Artens utbredningsområde är Myanmar. Inga underarter finns listade i Catalogue of Life.